# 二氯化硫
二氯化硫是一个无机化合物，分子式为SCl2。二氯化硫是有刺激性臭味的紅棕色液體，具腐蝕性，遇水反应產生氯化氫。
二氯化硫對眼和上呼吸道粘膜有強烈刺激性，誤觸後會產生嚴重皮膚燒傷；若吸入肺部會引起肺水腫。

## 制备
二氯化硫可通过硫或二氯化二硫的氯化制备：
S8  +  4 Cl2  →  4 S2Cl2; ΔH = −58.2 kJ/mol
S2Cl2  + Cl2  →  2 SCl2; ΔH = −40.6 kJ/mol

## 用途
- SCl2被用於有機合成，它和烯烴加成產生氯代硫醚。如乙烯与二氯化硫反应则生成二(氯乙基)硫醚，即芥子气。
- SCl2也可以用作合成四氮化四硫的原料。